# 1,3-二氧杂环丁烷
1,3-二氧杂环丁烷是一种杂环有机化合物，化学式为C2H4O2，主链为氧原子和碳原子交替的四元环。它可以被视为甲醛（COH2）的二聚体。
文献中很少见到将1,3-二氧杂环丁烷衍生物作为中间体。通常，它们是通过两个羰基化合物的[2+2]环加成反应制备的。分子轨道理论计算表明它们应该比1,2-异构体更稳定，针对后者的研究更为深入。